# 劉之協
刘之协（1740年—1800年），又作刘子协，清朝嘉庆年间川楚陕白莲教起义组织者之一，安徽太和县原香集人。
刘之协年青时经过李伯禄介绍，拜白莲教支派混元教教主刘松为师，他以经商为掩护，秘密传教，发展组织，从事反清复明活动。乾隆四十年（1775年），其师刘松策划起义，事泄被捕，发配甘肃隆德。他于乾隆五十三年（1788年）至隆德配所，探望师父刘松，商定改混元教为三阳教，并提出“弥勒转世，保辅牛八”之反清复明口号。于是继任总教首，次年开始，往来传教于河南、安徽、湖北等地，号召反清复明。拟定于乾隆五十九年（1794年）起事，因陕西有人叛教，株连川、鄂、豫数省。清政府在豫、皖、鄂大肆搜捕白莲教徒，十月，官府缉拿杀害了刘松等教首，他也被官府逮捕，不久因族兄刘起荣被拘，被提至河南扶沟对质，解送途中以重金贿差役，乘间逃脱，藏匿于河南、湖北一带。被清廷通令各省查拿。乾隆六十年（1795年）冬，刘之协与王聪儿、姚之富、刘起荣等白莲教主要领导人在襄阳开会，提出“官逼民反”的口号，决定分东、中、西三路，于次年辰月辰日（三月初十日）同时起义，并派出传教师傅到各地进行准备。后因故提前。起义于1796年1月11日提前爆发。嘉庆元年（1796年）三月初，王聪儿、姚之富在湖北襄阳黄龙垱宣布起义，川楚白莲教起义爆发，发展至四、五万众，一时席卷鄂、川、豫、皖、陕、甘各省。刘之协被遥尊为天王，常往来于邓县、新野等地，在河南抓紧组织反清力量，准备策应川楚起义军。嘉庆五年（1800年）七月，与弟子李杰于宝丰县翟家集聚众起义，事败，拟前往湖北，由汝州途经叶县被捕，在北京遇害。